# Elvira Weigel
Elvira Weigel, geboren als Elvira Karoline Hofer, (geboren am 16. März 1927 in Knittelfeld, Österreich; gestorben am 12. September 1995 in Tel Aviv, Israel) war eine österreichische Schauspielerin. 

## Leben
Die Steirerin Elvira Hofer wurde während des Anschluss Österreichs (1938–45) in ein nationalsozialistisches Lager für jüdische Jugendliche nahe München verschleppt, aus dem sie US-amerikanische Soldaten bei Kriegsende befreiten. Wenig später lernte sie den aus dem Schweizer Exil heimgekehrten Schriftsteller und Theaterkritiker Hans Weigel kennen, der von 1951 bis 1964 ihr Ehemann werden sollte. Elvira Hofers Theaterlaufbahn begann 1948 an den Städtischen Bühnen von Graz. Anfänglich noch als Elvira Hofer auftretend, wurde sie später zumeist als Elvira Weigel geführt.
Nach einer Zwischenstation am Landestheater im oberösterreichischen Linz (1953–55) holte sie 1955 der neue Generalintendant des Düsseldorfer Schauspielhauses, Karl-Heinz Stroux, an sein Theater, dem sie bis 1978 angehören sollte. Dort sah man sie in so unterschiedlichen Stücken wie Heinrich von Kleists Das Käthchen von Heilbronn (1968) und Johann Nestroys Einen Jux will er sich machen (1978). In jungen Jahren wirkte Elvira Hofer auch gelegentlich in österreichischen Filmen mit. Zuletzt lebte die Künstlerin, von Krebs stark geschwächt, unter wirtschaftlich bescheidenen Umständen in einer winzigen Wohnung in Israel.

## Filmografie
- 1950: Schuß durchs Fenster
- 1953: Einmal keine Sorgen haben
- 1963: Madea (TV)
- 1968: Das Käthchen von Heilbronn (TV)